# Hermann E. Sieger

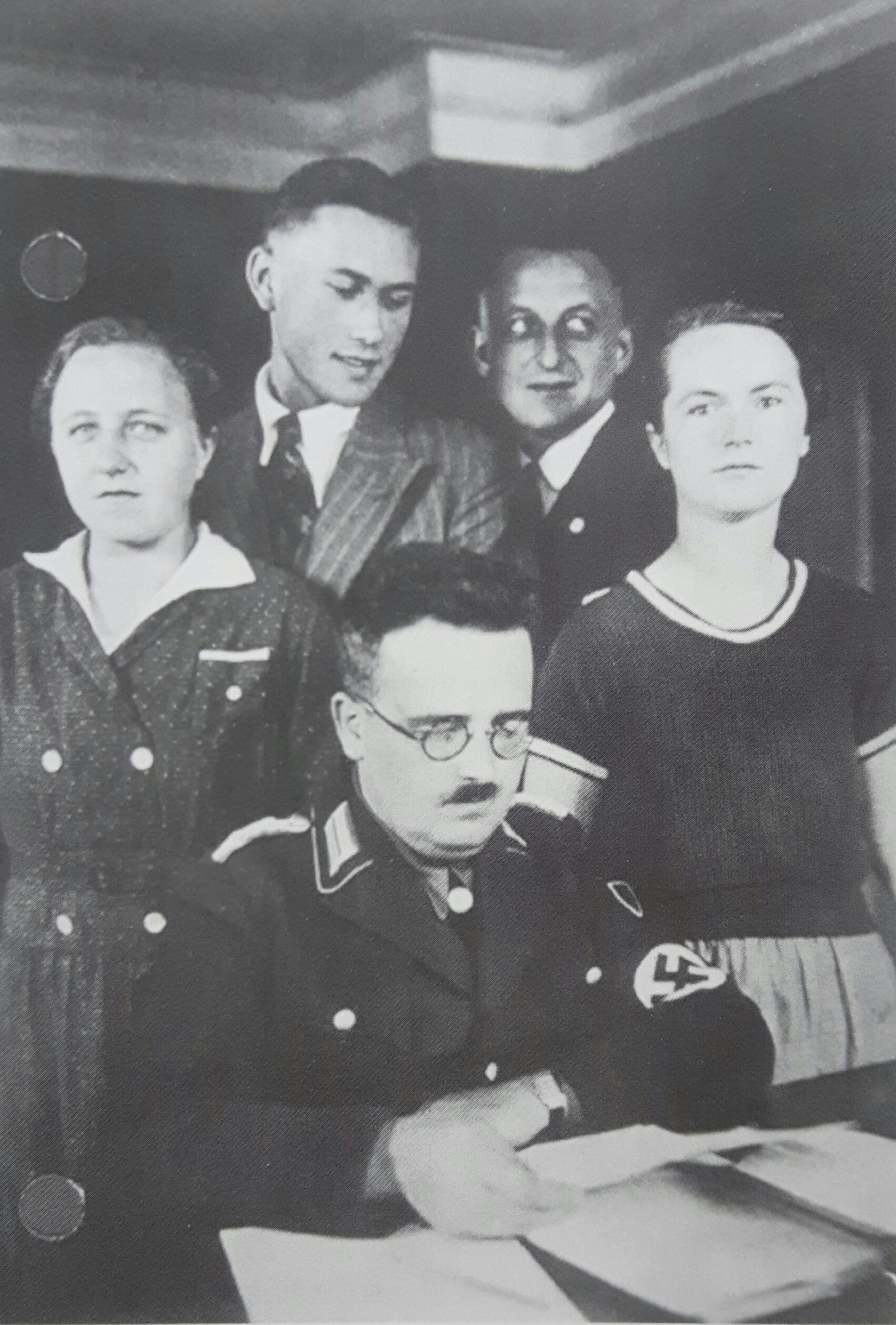
NSDAP-Ortsgruppenleiter H.E. Sieger (Vordergrund) im Lorcher Rathaus mit Beschäftigten des Hauses

Hermann Ernst Sieger (* 16. Juni 1902 in Cannstatt; † 21. November 1954 in Göppingen) war ein deutscher nationalsozialistischer Politiker und Funktionär sowie Briefmarkenhändler und Verleger.

## Leben

### Politiker für die NSDAP in Lorch
Sieger trat vermutlich zum 1. Februar 1932 der NSDAP bei (Mitgliedsnummer 884.437). Er war 1932 Gründungsmitglied der Lorcher NSDAP-Ortsgruppe. In der ersten Gemeinderatssitzung nach der Gleichschaltung 1933 wurden auf Antrag Siegers als Gemeinderat zentrale Straßen und Plätze der Stadt Lorch nach nationalsozialistischen Persönlichkeiten bzw. Reichspräsident Hindenburg, der die NSDAP-Diktatur ermöglicht hatte, umbenannt. Zudem wurde ein rücksichtsloses Vorgehen gegen Andersdenkende und die politische Opposition angekündigt.
1935 wurde Sieger zum ersten Beigeordneten des Bürgermeisters ernannt. Von 1937 bis 1945 war er Ortsgruppenleiter der Lorcher NSDAP. Zudem war er tätig als Stellvertreters des Kreisleiters, als Kreiswirtschaftsberater, Kreisfachberater für Kommunalwesen, Oberabschnittsleiter der NSDAP sowie als Honorakonsul für Paraguay. Wie zur Zeit des Nationalsozialismus üblich – und im konkreten Fall Siegers durch Zeitzeugen und Quellen belegt – stand der Ortsgruppenleiter faktisch über dem Bürgermeister und gab diesem Anweisungen und Befehle. Da Sieger mit seiner Machtbefugnis nicht zurückhielt, bezeichnete der damalige Lorcher Bürgermeister Wilhelm Scheufele ihn auch als „kleinen Diktator von Lorch“.
Politische Gegner sowie Menschen, denen Sieger aus persönlichen Gründen feindselig gesinnt war, wurden in Lorch auf dessen Betreiben hin ausgegrenzt, bedroht, Gewalt ausgesetzt, in Konzentrationslager inhaftiert und auf Todeslisten gesetzt. Sieger war überzeugter Antisemit und schloss jüdische Händler konsequent vom Lorcher Geschäftsleben aus.
Unter Sieger wurden mindestens vier Lorcher Frauen zwangssterilisiert sowie mindestens drei behinderte Menschen – darunter ein 11-jähriges Mädchen – im Zuge der Aktion T4 in die Tötungsanstalt Grafeneck transportiert und dort durch Vergasung ermordet.
Als am 19. April 1945 US-amerikanische Soldaten in Lorch einmarschierten, floh Sieger mit seiner Familie aus der Stadt. Kurzfristig erhielt er auf Betreiben Josef Hoops Zuflucht in Liechtenstein, anschließend war er von 1945 bis 1948 in Ludwigsburg interniert. Im Zuge der Entnazifizierung wurde Sieger – nicht zuletzt aufgrund einer Entlastungsaussage Hoops – als NS-Mitläufer eingestuft.

### Philatelistische Tätigkeiten
Am 16. Dezember 1922 gründete Sieger mit 20 Jahren seine gleichnamige Firma in Lorch. Im selben Jahr stiftete er den nach ihm benannten Sieger-Preis. 1930 gab Sieger erstmals seinen Zeppelin-Postkatalog, den sogenannten „Sieger-Katalog“, heraus. Er war zudem philatelistischer Berater der Zeppelin AG und leitete während der NS-Zeit die Reichsorganisation des deutschen Briefmarkenhandels.
1954 übernahm sein Sohn Hermann Walter Sieger (1928–2019) die Firma, 1975 trat sein Enkel Günter Hermann Sieger in das Unternehmen ein, führte es über viele Jahre und löste es zum Jahresende 2023 auf.

### Verbindung zum Fürstentum Liechtenstein
1930 schenkte Sieger dem entstehenden Postmuseum in Liechtenstein einen Teil seiner Briefmarkensammlung. Bis 1949 war er als Kurator des Museum tätig.

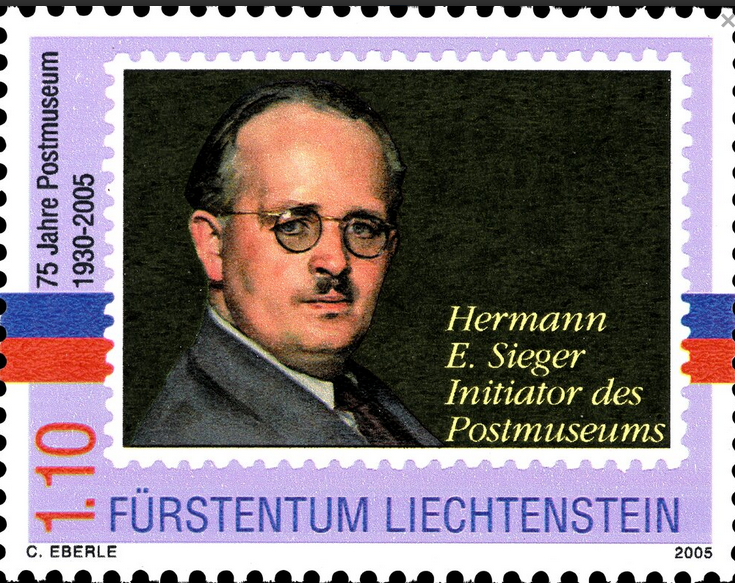
Briefmarke mit dem Porträt Siegers aus dem Jahr 2005 zum 75-jährigen Bestehen des Postmuseums in Liechtenstein

Sieger beriet die liechtensteinische Regierung in ihrer Briefmarkenpolitik und erwarb sich so das Vertrauen des liechtensteinischen Regierungschefs Josef Hoop. Für diesen wurde der NSDAP-Politiker bis Kriegsende immer wieder als Vermittler zu den deutschen Regierungsstellen eingesetzt. Zwar bemühte sich Sieger um eine enge Beziehung zwischen Liechtenstein und dem Reich – allerdings in einem oftmals nationalsozialistischen Verständnis. So drängte Sieger zum Beispiel auf einen Wirtschaftsanschluss Liechtensteins. Auch versuchte er, die Entlassung eines jüdischen Journalisten bei Radio Liechtenstein zu erwirken. Obwohl Hoop für seine Beziehung zu Sieger immer wieder in der Kritik stand und dem Urteil des Liechtensteiner Historikers Peter Geiger nach zum Teil „unbedachte Absprachen“ mit diesem führte, ehrte Hoop Sieger 1937 mit dem Ritterkreuz des fürstlich liechtensteinischen Verdienstordens.
Die Entscheidung Hoops, Sieger nach dessen Flucht 1945 in Liechtenstein Aufenthalt zu gewähren, war ein wesentlicher Grund, dass Hoop im selben Jahr noch in fürstlicher Ungnade demissionieren musste.
Am 6. Juni 2005 erschien anlässlich des 75-jährigen Bestehens des Postmuseums in Liechtenstein eine Briefmarke (Michel-Nr. 1380) mit einem Porträt Siegers, welche ihn als Initiator des Postmuseums würdigt.

## Schriften (Auswahl)
- Sieger-Post (auch: Sieger-Berichte), anfangs mit den Zusatz Philatelistische Zeitschrift, mit ungezählten Beilagen wie etwa Sieger-Neuheiten-Dienst, Lorch (Württ.): Sieger, 1930–1937
  - später fortgesetzt durch die Deutsche Briefmarken- und Flugpostzeitung
- Siegerpost. Hauszeitschrift der Firma Hermann E. Sieger GmbH, Haus- und Werkszeitschrift, Siegerpost, 1952ff.